# Агатангел Повардарски
Агатангел (на македонска литературна норма: Агатангел) е духовник на Македонската православна църква, брегалнишки (2000 - 2006) и повардарски митрополит (2000 и от 2006 година).

## Биография
Роден е в 1955 година в скопската махала Чаир, тогава в Югославия, днес в Северна Македония със светското име Атанас Станковски. В 1976 година завършва Македонската православна богословия и на 7 януари 1979 година митрополит Кирил Положко-Кумановски го ръкополага за дякон, а след 2 дни – за свещеник в енорийската му църква „Свети Георги“ в Чаир, в която служи до 1983 година.
В 1983 година заминава на мисионерска дейност в Австралия, в църквата „Света Богородица“ в Бризбън, а след това в Мелбърн, в църквата „Свети Димитър“ в Спрингвейл и „Свети Никола“ в Престън. В периода 1988 до 1990 година, свещеник Атанас Станковски е архиерейски наместник на тогавашния митрополит Тимотей Австралийски, от когото в 1988 година е произведен в протойерейски чин.
След завръщането си от Австралия работи като библиотекар при Богословския факултет на Скопския университет, а после в канцеларията на Светия синод на МПЦ. В 1995 година се дипломира от Богословския факултет и започва работа в съборния храм „Свети Климент Охридски” в Скопие. След смъртта на съпругата му се замонашва на 5 февруари 1998 година с името Агатангел. На 24 юни е избран от Светия синод, а на 12 юли 1998 година е хиротонисан за викарен епископ на Скопската митрополия с титлата епископ Велички.
На 13 февруари 2000 година става владика на Повардарска епархия във Велес. Само няколко месеца обаче поради неразбирателство на митрополитит Йоан със свещениците на Брегалнишката епархия двамата си разменят катедрите и Агатангел е изпратен в щипската митрополия и на 26 ноември 2000 година в съборния храм „Свети Никола“ в Щип е интронизиран за брегалнишки митрополит.
На 8 октомври 2006 година отново е интронизиран за митрополит на Повардарска епархия в катедралата „Свети Пантелеймон” във Велес.
Агатангел е ректор на Македонската православна семинария в Драчево.